# Arcus senilis

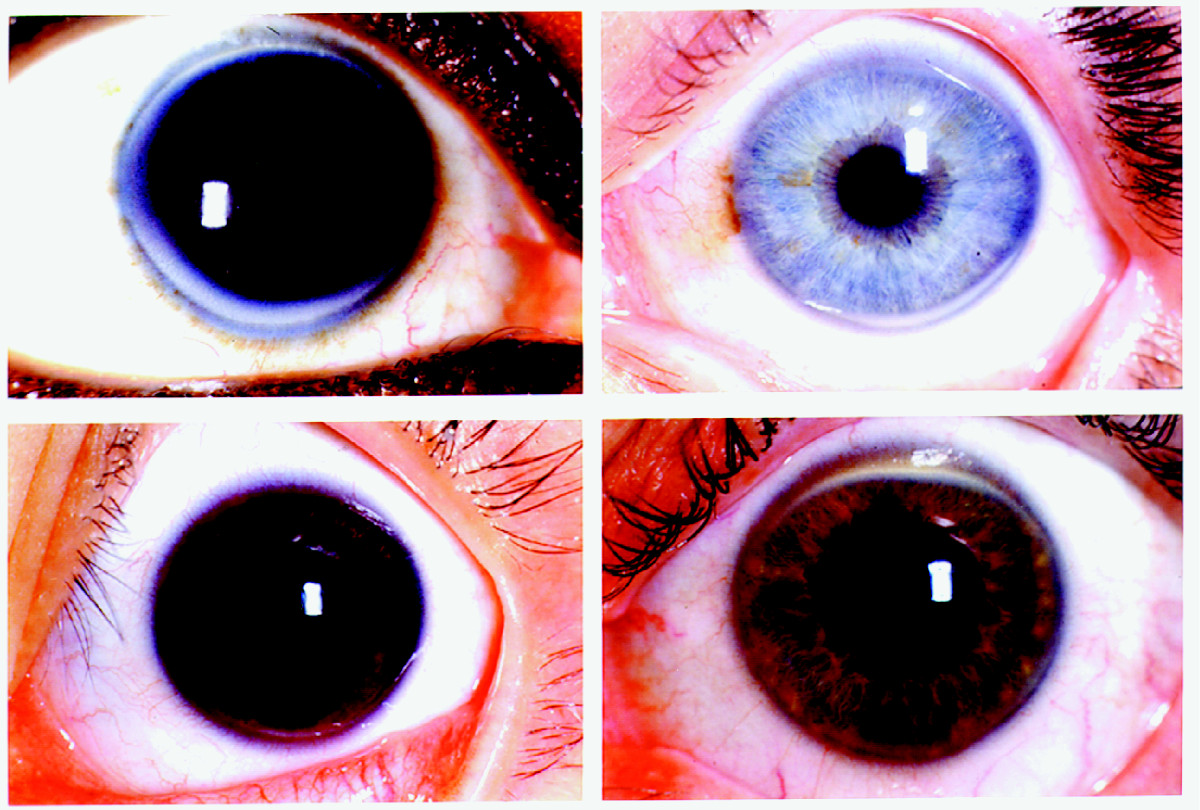
Vier Bilder des Arcus senilis (corneae). Arcus-Ablagerungen beginnen in der Regel um 6 und 12 Uhr und füllen sich auf, bis sie vollständig umlaufen. Die ungetrübte Trennlinie, die den Arcus vom Limbus trennt, wird als luzides Intervall bezeichnet.

Als Arcus senilis (corneae) (auch Arcus lipoides corneae, Greisenbogen oder Gerontoxon) wird ein durch Lipid-Einlagerung bedingter schmaler, vom Hornhautrand (Limbus) abgesetzter Trübungsring der bradytrophen Hornhaut (Cornea) des Auges bezeichnet. Der Greisenbogen ist von grauweißer Farbe, tritt beim alten Menschen häufig auf (Arcus lipoides senilis) und ist ohne Krankheitswert. Ein ähnliches Phänomen (Arcus lipoides juvenilis) kann bei jüngeren Patienten mit Fettstoffwechselstörungen (Hypercholesterinämie) beobachtet werden.
Ein Arcus senilis bei Erwachsenen unter 45 Jahren wird nach den Kriterien des Dutch Lipid Clinic Network (DLCN) gleichsam als erster blickdiagnostischer Hinweis auf eine möglicherweise bestehende familiäre Hypercholesterinämie gesehen und mit 4 Punkten bewertet.
Zu unterscheiden vom Arcus senilis ist der grünlich-braune Kayser-Fleischer-Kornealring beim Morbus Wilson.